# The Man Who Grew Too Much
«The Man Who Grew Too Much» (с англ. — «Человек, который чересчур поднялся») — тринадцатый эпизод двадцать пятого сезона мультсериала «Симпсоны». Выпущен 9 марта 2014 года в США на телеканале «Fox» вместе с эпизодом «Diggs».

## Сюжет
В начальной школе Спрингфилда Лиза начинает создавать свой план уроков, который более эффективно охватил бы то, что ученики должны были изучать. Вдруг то, что кажется землетрясением, нарушает повестку Лизы. Оказывается, что тряска вызвана паническим бегством учеников в коридоре. Происходит это из-за того, что события разворачиваются во «Вторник тако». Лиза наблюдает, как Барт ест свой шестой тако, а повариха сохраняет салат для другого блюда. Когда девочка спрашивает, не будут ли овощи гнить, повариха говорит ей, что овощи генетически модифицированы, поэтому они должны сохраниться.
Тем временем Мардж мчится, чтобы добраться до церкви и успеть занять добровольную должность. Но опаздывает — Мардж назначается Недом на то, чтобы говорить с подростками о сексе. Это бесполезно хотя бы из-за того, что пара встречающихся подростков приходит на собрание, они приступают к «делу» на глазах у Мардж.
Позже Лиза представляет свой доклад по поводу ГМО на собрании родителей в школе. После просмотра запутывающего видео Лиза убегает делать «реальные исследования проблемы» и обнаруживает, что генетически изменённые продукты на самом деле могут быть полезными, что становится неожиданностью для аудитории.
Корпорация проявляет интерес к инициативе Лизы по поводу доставки генетически модифицированных продуктов питания на дом и знакомит Лизу и её семью со своим главным ученым, которым оказывается Сайдшоу Боб. Боб рассказывает, как сам был испытуемым, чтобы обезьянам не пришлось слишком много страдать, чем сразу же вызывает симпатию Лизы. Их также объединяет общая с Бобом любовь к Уолту Уитмену, и учёный отмечает, что Лиза всегда была лучшим членом семьи Симпсонов. Позже девочка пользуется компанией Боба в производстве генетически модифицированных продуктов питания.
Тем временем Мардж возвращается, чтобы снова поговорить с подростками о сексе, но на этот раз она использует пальчиковые марионетки. Однако Мардж терпит неудачу и подростки смеются. Дома Гомер наедине с Мардж пытается переубедить её не тратить время на бесполезных подростков. Рассердившись, Мардж решает использовать своего мужа в качестве примера полового воспитания для класса. Она приводит Гомера в церковь, чтобы рассказать группе, что она воздерживается от секса со своим партнёром в течение двух дней. Простое изображение Гомера и Мардж, прикасающихся друг к другу, даёт подросткам достаточно основанную причину, чтобы поклясться дождаться секса после брака.
Во время посещения музея Боб спасает Лизу от падающего экспоната подняв его. Это поражает девочку и она хочет знать, откуда у Боба такая сила. Боб показывает, что успехом генетически модифицированных продуктов он смог изменить свою собственную ДНК. Он также рассказывает Лизе, что настоящая причина их поездки в музей связана с его планами по использованию ДНК гениев из специальной выставки, чтобы стать самым умным из всех. После того как пара посетителей беспокоит Боба на минуту, он приходит в ярость и начинает преследовать Барта и Лизу. Он бежит за ними со своими новыми «бёдрами кузнечика» и «сонаром кита-убийцы». Боб догоняет детей на мосту через водоём. Мардж, Гомер и группа воздержанных подростков приходят, чтобы остановить его. Когда Лиза говорит о Уолте Уитмене, Боб понимает, что он стал монстром, и пытается покончить жизнь самоубийством, спрыгнув с моста, хотя потом, на дне, вспоминает, что у него есть жабры.
В эпилоге (сделанный в дань Марсии Уоллес) Нед вспоминает, как сильно он любил Эдну, и (вместе с Нельсоном) грустит о её смерти.

## Отношение критиков и публики
В ночь премьеры эпизод посмотрели 3.75 миллионов человек с рейтингом 1.6, делая его вторым по популярности шоу в блоке «Animation Domination» в тот вечер. Эпизод получил положительные отзывы от критиков. «The A.V. Club» дал эпизоду оценку B + и похвалил голос Келси Грэммера и «сильное, прямолинейное повествование». Они подытожили: «Но самая большая награда любого эпизода это Сайдшоу Боб — Келси Грэммер, который через 24 года после своего первого появления в качестве испуганного, прерывисто убийственного, несоответственно культурного Роберта Андерданк Тервиллигера, может сделать героя жизненно смешным и угрожающим, как никогда». Тереза Лопес из «TV Fanatic» дала смешанный положительный отзыв. Несмотря на то, что Лоуз расценила схему Боба, как «обыденную» и «деволюцию» Боба в «неконтролируемое генетическое чудовище», хотя и считала, что Сайдшоу Боба и Лизу связывают их IQ и описывает это как «трогательно», Лопес критиковала схему Боба, которая была глупой даже для неё. Тем не менее, она поставила эпизоду, в котором Мардж пытается поговорить с местными подростками о безбрачии, оценку B, поскольку «её неудобное высказывание и непреднамеренно титливые марионетки для пальцев сделаны для некоторых замечательных комических моментов». Эпизод в конечном итоге получил рейтинг 3,6 / 5 звезд.